# Marta Giné-Janer
Marta Giné Janer (Barcelona, ?) és una filòloga, escriptora i traductora catalana. Llicenciada i doctorada a la Universitat de Barcelona, ha desenvolupat la seva vida professional com a catedràtica d'universitat en l'àmbit de la Traducció i Interpretació.
Porta a terme una tasca traductora especialitzada en literatura francesa del segle xix, destacant la traducció al francès d'obres de Màrius Torres i investiga en l'àrea de la literatura comparada i de la traducció de les literatures. Des de les seves diverses responsabilitats professionals desenvolupa una important activitat de difusió literària. També ha conreat la literatura, especialment la poesia i la narrativa curta (en la qual tracta especialment temes relatius a la situació de la dona), guanyant el premi Paraules a Icària per I anem de fred en fred, sense pensar-hi el 2016.

## Obres publicades

### Poesia
- I anem de fred en fred, sense pensar-hi. ISBN 978-84-94387746. Premi Paraules a Icària 2016, modalitat “Ritmes”.[7]
- La mare morta. Premi Primer certamen Literari Heroïnes Anònimes. Modalitat poesia. 2021. Vilafranca del Penedès[8]